# Gouvernement Kobakhidze I
République de Géorgie
Garibachvili II Kobakhidze II
Le gouvernement Kobakhidze I est le gouvernement de la république de Géorgie entre le 9 février et le 28 novembre 2024, sous la Xe législature du Parlement.

## Historique et coalition
Le gouvernement est dirigé par le nouveau Premier ministre libéral Irakli Kobakhidze. Il est constitué et soutenu par le Rêve géorgien-Géorgie démocratique (KO-DS). Seul, il dispose de 76 députés sur 150, ce qui lui garantit la majorité absolue au Parlement.
Il est formé à la suite de la démission du gouvernement Garibachvili II, au pouvoir depuis février 2021 et constitué et soutenu dans des conditions identiques.

### Formation
Irakli Garibachvili annonce sa démission le 29 janvier 2024. Garibachvili est remplacé par Irakli Kobakhidze, chef sortant du Rêve géorgien, ancien président du Parlement et proche de Bidzina Ivanichvili, ce dernier ayant annoncé son retour en politique en décembre 2023.
La composition est annoncée le 2 février. Le gouvernement est approuvé par le Parlement le 8 février, puis nommé le lendemain. Les vice-Premiers ministres sont nommés le 12 février.

## Composition
- Par rapport au gouvernement Garibachvili II, les nouveaux ministres sont indiqués en gras, ceux ayant changé d'attributions en italique.

| Fonction                                                                         | Titulaire | Titulaire                                                    | Parti |
| -------------------------------------------------------------------------------- | --------- | ------------------------------------------------------------ | ----- |
| Premier ministre                                                                 |           | Irakli Kobakhidze                                            | KO-DS |
| Premier vice-Premier ministre Ministre de l'Économie et du Développement durable |           | Levan Davitachvili                                           | KO-DS |
| Vice-Première ministre Ministre de la Culture, des Sports et de la Jeunesse      |           | Tea Tsouloukiani                                             | KO-DS |
| Vice-Premier ministre Ministre de la Défense                                     |           | Irakli Chikovani                                             | KO-DS |
| Ministre des Finances                                                            |           | Lasha Khutsishvili                                           | KO-DS |
| Ministre des Affaires étrangères                                                 |           | Ilia Dartchiachvili                                          | KO-DS |
| Ministre de la Justice                                                           |           | Rati Bregadze                                                | KO-DS |
| Ministre du Développement régional et des Infrastructures                        |           | Irakli Karseladze                                            | KO-DS |
| Ministre des Déplacés internes, de la Santé, du Travail et des Affaires sociales |           | Zourab Azarachvili (jusqu'au 01/03/2024) Mikheil Sarjveladze | KO-DS |
| Ministre de l'Intérieur                                                          |           | Vakhtang Gomelaouri                                          | KO-DS |
| Ministre de l'Éducation, de la Science, de la Culture et des Sports              |           | Giorgi Amilakhvari                                           | KO-DS |
| Ministre de la Protection de l'environnement et de l'Agriculture                 |           | Otar Shamugia                                                | KO-DS |
| Ministre d'État pour la Réconciliation et l'Égalité civile                       |           | Tea Akhvlediani                                              | KO-DS |